# ハシーム・ラクマン
ハシーム・シャリーフ・ラクマン（Hasim Shariff Rahman、1972年11月7日 - ）は、アメリカ合衆国の男性プロボクサー。メリーランド州ボルチモア出身。元WBC・IBF世界ヘビー級王者。

## 来歴

### プロボクサー時代
ボクシングを始めたのは比較的遅く20歳になってからだが、それ以前は、麻薬や拳銃の不法所持で12回逮捕されたことや麻薬の売人の用心棒をやっていた時代に5回銃撃された経験を持ち、自動車事故(この時負った傷は今も頬と耳に残っている)で生死をさまようなど破天荒な生き方をしてきた。1991年に初めての息子が誕生したことが人生を見つめなおすきっかけとなり、まじめにボクシングに取り組むようになる。後に当時のことを振り返り「あの時に変わっていなかったら、今頃はどこかの刑務所か墓場にいただろう」と語っている。
アマチュアで10戦ほど試合をこなし、2年後の1994年12月3日、22歳でプロデビューした。
その後、全勝のまま1997年7月15日、空位のUSBA全米ヘビー級王座を獲得。
1997年11月1日、IBFインターコンチネンタルヘビー級王座を獲得した。
1998年12月19日、デビッド・トゥアに判定上では3-0（89-87、89-82、89-82）とリードしていたのだが10回2分25秒TKO負けを喫しIBF世界ヘビー級王座への挑戦権獲得に失敗、USBA王座とIBFインターコンチネンタル王座から陥落した。
2000年3月1日、メリーランド州ヘビー級王座決定戦でマリオン・ウィルソンに3-0（2者が98-90、97-91）に判定勝ちを収め王座を獲得した。
2000年5月20日にはWBU世界ヘビー級王者コーリー・サンダースと対戦し7回1分50秒TKO勝ちを収め王座を獲得した。
2001年4月22日、WBC・IBF・IBO世界ヘビー級王者レノックス・ルイスと対戦し、5回2分32秒KO勝ちを収め世界王座を獲得した。この試合はリングマガジン アップセット・オブ・ザ・イヤーに選出された。
2001年11月17日のレノックス・ルイスとの再戦で4回1分29秒KO負けでWBC王座、IBF並びにIBO王座から陥落した。この試合はリングマガジン ノックアウト・オブ・ザ・イヤーに選出された。
2003年12月13日、WBA世界ヘビー級暫定王座決定戦でジョン・ルイスに判定で敗れた。この試合は8大タイトルマッチの一環として行われた。
次にラクマンがトップ戦線に再浮上したのは2004年11月13日のカーリー・メーハンとの指名挑戦者決定戦で、4回TKO勝ちを収めIBF世界ヘビー級王座、WBA世界ヘビー級王座並びにWBC世界ヘビー級王座への挑戦権を獲得した。
WBC世界ヘビー級王者ビタリ・クリチコが怪我のため、2005年8月13日にWBC世界ヘビー級暫定王座決定戦が行われ、モンテ・バレットに3-0（118-110、116-112、118-110）の判定勝ちを収め王座を獲得した。クリチコはその後2005年11月9日に引退を発表したため、暫定王者であったラクマンが正規王者に認定された。
2006年3月18日、初防衛戦でジェームズ・トニーと対戦し、1-0の判定ドローで初防衛に成功した。
2006年8月12日、2度目の防衛戦でオレグ・マスカエフと対戦し、12回TKO負けで王座から陥落した。暫定王座に就いてから陥落までちょうど一年だった。
2008年7月16日、NABO北米ヘビー級王座決定戦でジェームズ・トニーと再戦。3回に偶然のバッティングで左眉付近をカットし、ドクターストップによるTKO負けとなったが、その後ノーコンテストと裁定が変更された。
2008年12月13日、IBF・WBO・IBO世界ヘビー級王者ウラジミール・クリチコに挑戦したが、7回TKO負けを喫しIBF王座並びにIBO王座に返り咲き、WBO王座獲得に失敗した。
2012年9月29日、WBA世界ヘビー級王者アレクサンデル・ポベトキンと対戦し、2回1分16秒TKO負けを喫しまたも世界王座返り咲きに失敗した。

### レノックス・ルイスとの2度の対戦
最初の対戦は2001年4月22日に南アフリカで行われた。戦前予想は当時絶対王者的存在になりつつあったレノックス・ルイス有利であった。しかし、5ラウンド目にロープ際に詰まったルイスがラクマンの右フックを浴び失神してダウンした。この試合は衝撃の「大番狂わせ」と評価する声がある一方で、試合前のルイスの言動から、「彼は自信過剰になっており準備不足のため当然の結果だ」と評価する声もあった。なお、この初戦の契約にはリターンマッチ条項が盛り込まれており、ルイスは即座にリターンマッチを申し込む。2戦目は11月17日にラスベガスで行われた。この試合ではルイスの準備は万全のようであり、全く隙がなく、得意の左ジャブを初回から多用し、ラクマンを懐に入れずに終始ペースを握った。そして4ラウンド目に必殺の右ストレートを打ち込むと今度はラクマンがリング中央で失神KOされた。

### ビタリ・クリチコとの対戦
ラクマンは2004年11月にタイトル指名挑戦権を得たため、WBC世界ヘビー級チャンピオンのビタリ・クリチコとのタイトルマッチが2005年4月30日に組まれた。しかし、クリチコの怪我のため6月18日に延期され、それでも完治せずに7月23日に再度延期される。結局、この7月23日もクリチコの都合でキャンセルされた。WBCはこの再三のキャンセルを受けて同年8月13日に暫定王者決定戦を組むとともにクリチコ陣営に「11月12日までに実施しなければタイトルを剥奪する」と通達する。結局11月12日直前になってもクリチコの状態が思わしくなかったため、クリチコは11月9日に引退を発表し、遂に対戦は実現しなかった。
WBCは2005年11月10日付けでラクマンの正式王座獲得を宣言した。

## 獲得タイトル
- USBA全米ヘビー級王座
- IBFインターコンチネンタルヘビー級王座
- メリーランド州ヘビー級王座
- WBU世界ヘビー級王座
- IBO世界ヘビー級王座
- IBF世界ヘビー級王座
- WBC世界ヘビー級王座